# Ponte Ferroviária de Alcácer do Sal
A Ponte Ferroviária de Alcácer do Sal, também conhecida por Ponte de Alcácer ou Ponte de Alcácer do Sal, é uma infraestrutura ferroviária da Linha do Sul, que cruza o Rio Sado junto à cidade de Alcácer do Sal, em Portugal.

## História

### Antecedentes e planeamento
Os primeiros planos para a instalação de uma ligação ferroviária ao longo do vale do Rio Sado contemplavam apenas a construção da linha até Alcácer do Sal, com uma interface rodo-fluvial na margem do rio. Posteriormente, ponderou-se a continuação da Linha do Sado até Garvão

### Construção e inauguração
As obras da Linha do Sado iniciaram-se no seu extremo Sul, em Garvão, e continuaram para Norte até à margem esquerda do Rio Sado, onde foi instalada uma estação provisória para servir Alcácer do Sal, que entrou ao serviço em 14 de Julho de 1918. Em 25 de Maio de 1920, foi inaugurada a estação definitiva de Alcácer do Sal, na margem direita, sendo o rio atravessado por uma ponte provisória, com grandes restrições de uso. Originalmente, previa-se que a ponte definitiva iria ser inaugurada em 31 de Maio de 1925, mas a cerimónia foi atrasada devido às cerimónias fúnebres do político João Chagas, tendo sido feita em 1 de Junho desse ano. O tabuleiro metálico foi fornecido pela Alemanha, como parte das reparações da Primeira Guerra Mundial.

### Século XXI

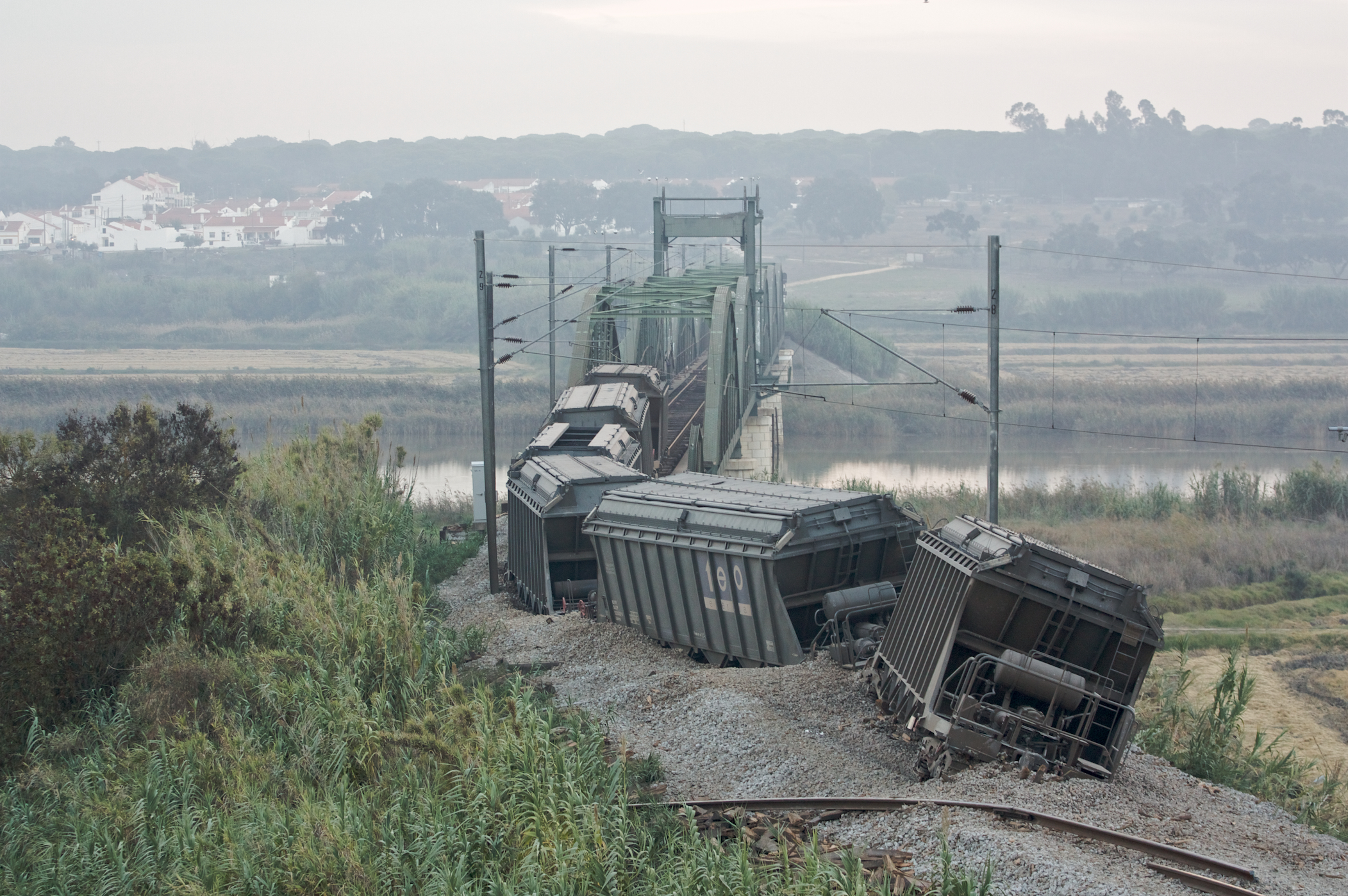
Descarrilamento junto à Ponte, em 2010.

Em 26 de Outubro de 2010, um serviço de transporte de carvão, com destino à Central Termoeléctrica do Pego, descarrilou junto à ponte. Os trabalhos de remoção dos destroços e reparação da via férrea e da ponte demoraram cerca de três semanas, durante as quais a circulação ferroviária esteve suspensa neste lanço, tendo sido necessário utilizar a Variante de Alcácer.